# Чимтай
Чимтай-хан (Джимбай; умер в 1360/1361 году) — правитель Кок-орды с 1341/1345 года.

## Ханствование
Чимтай стал ханом Кок-Орды (Синей орды) между 1341 и 1345 годами (Муин ад-Дин Натанзи сообщал о 17-летнем сроке правления). Хан не проявлял внешнеполитической активности, направив силы на восстановление стабильности в стране, его правление было спокойным. Золотоордынский хан Джанибек не вмешивался в деятельность Чимтая, поэтому он правил самостоятельно. Из всех удельных ханов Кок-Орды Чимтай был наиболее влиятельным.
К концу его правления в Золотой орде начался политический кризис, в связи с приходом Бердибека к власти в стране. Чимтаю предлагали стать ханом всей орды, однако он отказался. Чимтай считал, что распад орды неизбежен и правителям Ак-орды не стоит заниматься спасением государства, а заниматься сохранением целостности своих владений, на которые претендовали Хорезм и Моголистан.
Чимтай умер в 1360/1361 году. После него ханом Синей Орды стал Урус-хан.

## В искусстве
Чимтай является одним из действующих лиц исторического романа Михаила Каратеева «Ярлык великого хана».